# Borsa d'Oslo
La Borsa d'Oslo (en noruec: Oslo Børs) és una borsa de valors localitzada a Oslo, la capital de Noruega.
Va ser fundada el 1819 per a negociar vaixells, monedes estrangeres, productes i altres béns. El 1881 la Borsa de Valors d'Oslo va començar a negociar accions.
Des de 1999, és completament electrònica i des de 2001 la Borsa de Valors d'Oslo és una empresa de capital obert.
L'OBX, una relació de les 25 companyies obertes de Noruega amb major liquiditat, és l'índex financer més important de la Borsa de Valors d'Oslo.
El juny de 2019 finalment Euronext compra la borsa d'Oslo.